# Ludwig Stickelberger
Ludwig Stickelberger (18 mai 1850 - 11 avril 1936) est un mathématicien suisse qui a apporté d'importantes contributions à l'algèbre linéaire et en théorie algébrique des nombres (relation de Stickelberger en théorie des corps cyclotomiques).

## Biographie
Stickelberger est né à Buch dans le canton de Schaffhouse dans une famille de pasteurs. Il est diplômé du lycée en 1867 et étudie ensuite à l'Université de Heidelberg. En 1874, il obtient son doctorat à Berlin sous la direction de Karl Weierstrass pour ses travaux sur la transformation des formes quadratiques sous forme diagonale. La même année, il obtient son habilitation au Polytechnicum de Zurich (aujourd'hui l'École polytechnique fédérale de Zurich). En 1879, il devient professeur extraordinaire à l'Université de Fribourg-en-Brisgau. De 1896 à 1919, il y travailla comme professeur et, de 1919 jusqu'à son retour à Bâle en 1924, il détenait le titre de professeur distingué (« ordentlicher Honorarprofessor »). Il s'est marié en 1895, mais sa femme et son fils sont tous deux décédés en 1918. Stickelberger est décédé le 11 avril 1936 et a été enterré à côté de sa femme et de son fils à Fribourg.

## Contributions mathématiques
La nécrologie de Stickelberger répertorie un total de 14 publications : sa thèse (en latin), 8 autres articles dont il est l'auteur et qui sont publiés de son vivant, 4 articles conjoints avec Georg Frobenius et un article publié à titre posthume écrit vers 1915. Malgré cette quantité modeste, il y est caractérisé comme « l'un des plus éminents des élèves de Weierstrass les plus éminents » et un « mathématicien de haut rang ».

### Algèbre linéaire
Les travaux de Stickelberger sur la classification des paires de formes bilinéaires et quadratiques ont comblé des lacunes importantes dans la théorie précédemment développée par Weierstrass et Darboux. Suivit des travaux postérieurs de Frobenius, il a établi rigoureusement la théorie des diviseurs élémentaires. Un article important de 1878 de Stickelberger et Frobenius a donné le premier traitement complet de la classification des groupes abéliens de type fini et esquisse la relation avec la théorie des modules qui venait d'être développée par Dedekind.

### Théorie du nombre
Trois articles communs avec Frobenius traitent de la théorie des fonctions elliptiques. Aujourd'hui, le nom de Stickelberger est le plus souvent associé à son article de 1890 qui établit la relation de Stickelberger sur les sommes de Gauss cyclotomiques. Ce travail généralise ceux de Jacobi et Kummer a ensuite été utilisé par Hilbert dans sa formulation des lois de réciprocité dans les corps de nombres algébriques. La relation de Stickelberger donne également des informations sur la structure du groupe de classes d'un corps cyclotomique en tant que module sur son groupe de Galois abélien (cf théorie d'Iwasawa).